# Приорат Серрабоны
Приорат Серрабоны (фр. Prieuré de Serrabone; кат. Santa Maria de Serrabona) — бывший монастырь регулярных каноников, находящийся в коммуне Буль-д’Амон (французский департамент Пиренеи Восточные), на восточных предгорьях Канигу, примерно в 30 км от Перпиньяна. Считается шедевром романского искусства и славится великолепной резьбой по мрамору XII века.

## История
Название монастыря происходит от каталонского «serra bona», что означает «хорошая гора». Точная дата основания монастыря неизвестна. Предположительно это произошло в X или XI веке. Самое раннее документальное свидетельство восходит к 1069 году, где монастырь упомянут как приход Девы Марии. В 1082 году на деньги местных лордов и графства Конфлан он был восстановлен как монастырь августинцев. Семьдесят лет спустя, 25 октября 1151 года, епископ Артал II совершил второе освящение монастыря, после чего он превратился в приорат и стал носить название «Санта Мария Серрабона». Некоторые следы этой церемонии можно увидеть на стенах нефа, где были выгравированы кресты. К этому моменту к церкви были пристроены столовая и кельи для монахов. Так же, именно в это время, были созданы резные фигуры, украшающие приорат.
До XIV века монастырь процветал, его влияние увеличивалось. Существует легенда, что в период в 1533 и 1534 годах в Серрабоне скрывался протестант Жан Кальвин. В 1592 году орден августинцев был отлучен от испанской короны. Через год монастырь был передан в собственность епархии Сольсона в Каталонии. С этого момента монастырь стал медленно приходить в упадок. В 1612 году умер последний настоятель монастыря Жауме Серра. Епархия сохраняла за собой монастырь до конца XIX века, хотя и была попытка продать его в 1830 году.
С начала XIX века по середину XX здание монастыря было заброшено и постепенно разрушалось. Здание часто использовались в качестве убежища пастухами со своими стадами. В начале 1819 года обрушилась небольшая часть нефа. 15 мая того же года, король Франции Людовик XVIII издал указ о присоединении монастыря к близлежащему городку Буль-д’Амон. В 1834 году монастырь посетил французский писатель Проспер Мериме, который смог добиться присвоения монастырю статуса культурного наследия. Восстановление монастыря началось в 1836 году и было завершено только в XX веке. В 1968 году приорат был передан в собственность департамента Пиренеи Восточные и с тех пор открыт для свободного посещения.

## Архитектура

План монастыря
Границы монастыря в XI веке
Расширение монастыря в XII веке

Самое первое здание церкви состояло только из одного нефа со сводчатым потолком. К моменту превращения в приорат в XII веке, церковь была расширена: был возведен трансепт (поперечный неф), три апсиды и галерея.
Толстые стены нефа построены из местного сланца, вырезанного длинными и тонкими блоками. Остальная часть здания и резные фигуры выполнены из розового конфленского мрамора, который необыкновенно контрастирует с местным серо-зеленым сланцем. Резьба по мрамору выполнена неизвестным местным резчиком, работы которого можно встретить и в некоторых других монастырях округи.
Внутри монастыря имеется множество резных фигур. В основном преобладает символика из текста Апокалипсиса: изображения ангелов с распростертыми руками. На подиуме в центре нефа находится интересная символика четырех евангелистов. Лев — символ Святого Марка находится рядом с орлом, символом Иоанна Богослова. Рядом находятся бык, символ Луки и крылатый человек (ангел), символ Матфея. Эти четыре символа расположены вокруг образа Христа, изображенного в виде агнца, находящегося в мандорле. По всему подиуму размещены изображения пальмовых листьев, лепестков роз и четырехлистного клевера. Колонны подиума нефа и галереи украшены фигурами львов, орлов и обезьян.
Некоторые детали скульптурных украшений монастыря показывают, что художники романского периода черпали вдохновение у различных культур средиземноморского региона. Например, некоторые символы убранства нефа созданы под влиянием мавританского искусства.

### План монастыря
1. Главная комната общины монастыря.
2. Галерея обители.
3. Трансепт.
4. Апсида часовни.
5. Неф. Сводчатый потолок XI века отсутствует. На стене нефа сохранилась часть фрески, изображающей снятие Христа с креста.
6. Проход для прихожан.
7. Портал, украшенный колоннами. К сожалению, колонны были похищены в 2000 году. В настоящее время они заменены на копии. Рядом с порталом начинается кладбище.
8. Подиум. Он делит неф на две части: одна для прихожан, другая для каноников.
9. Колокольня с остроконечной крышей. Высота колокольни 18 метров.
10. Терраса.

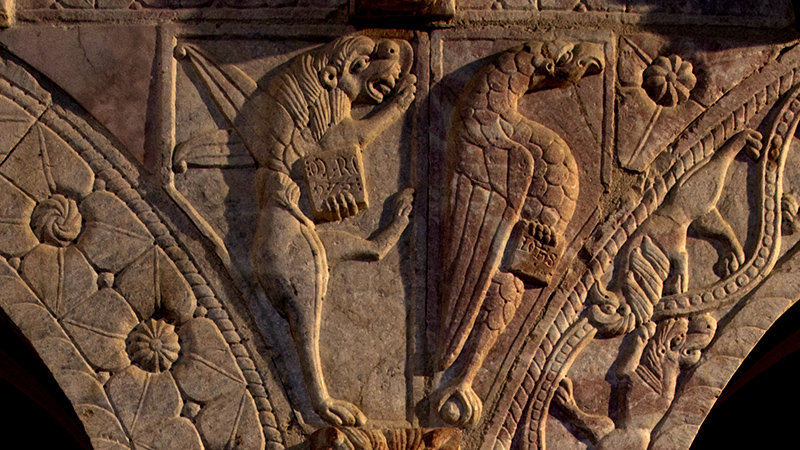
Символическое изображение Святого Марка (лев, слева) и Иоанна Богослова (орел, справа)
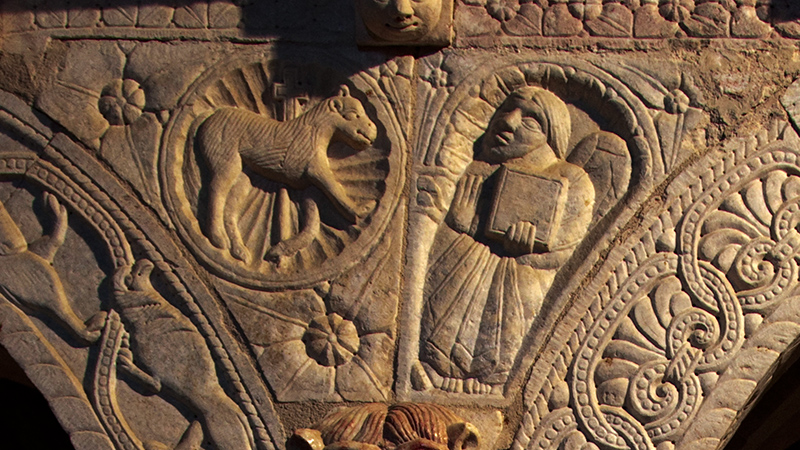
Символическое изображение Христа (агнец внутри мандорлы, слева) и Матфея (человек с крыльями, справа)
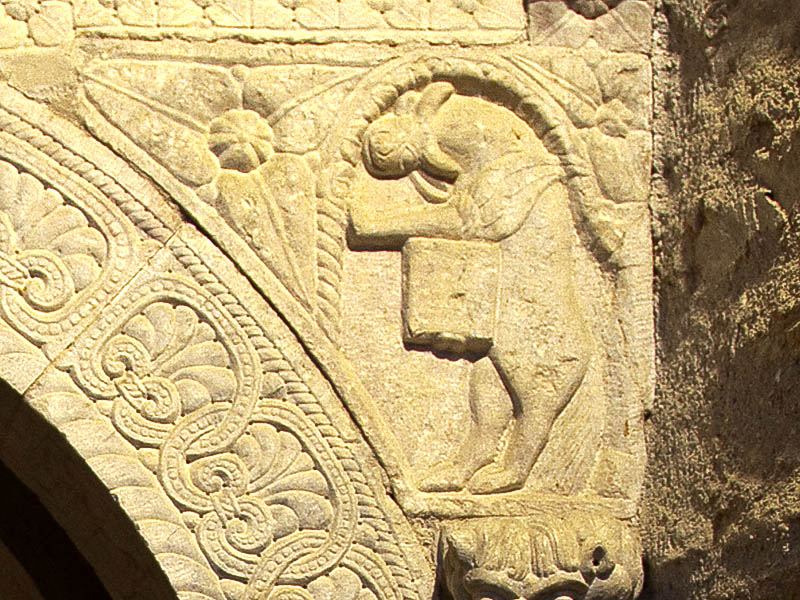
Символическое изображение Луки (бык)
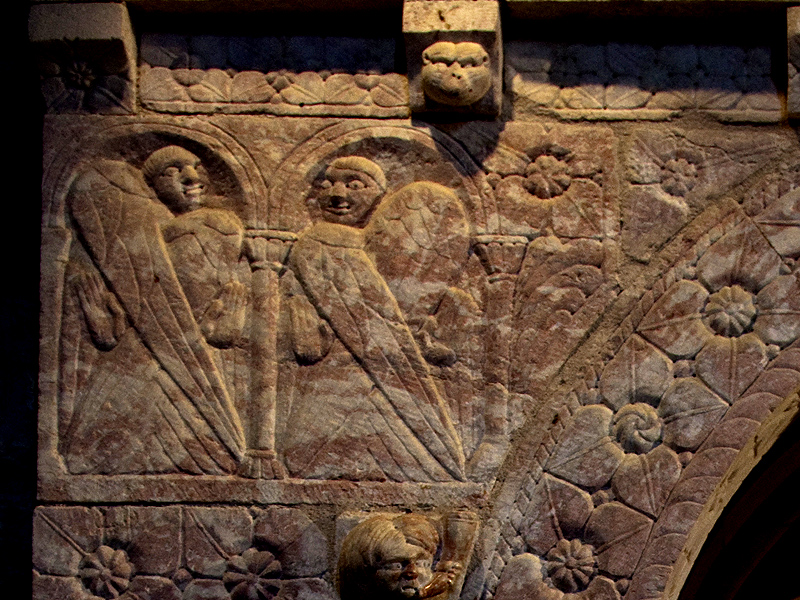
Изображения ангелов с распростертыми руками
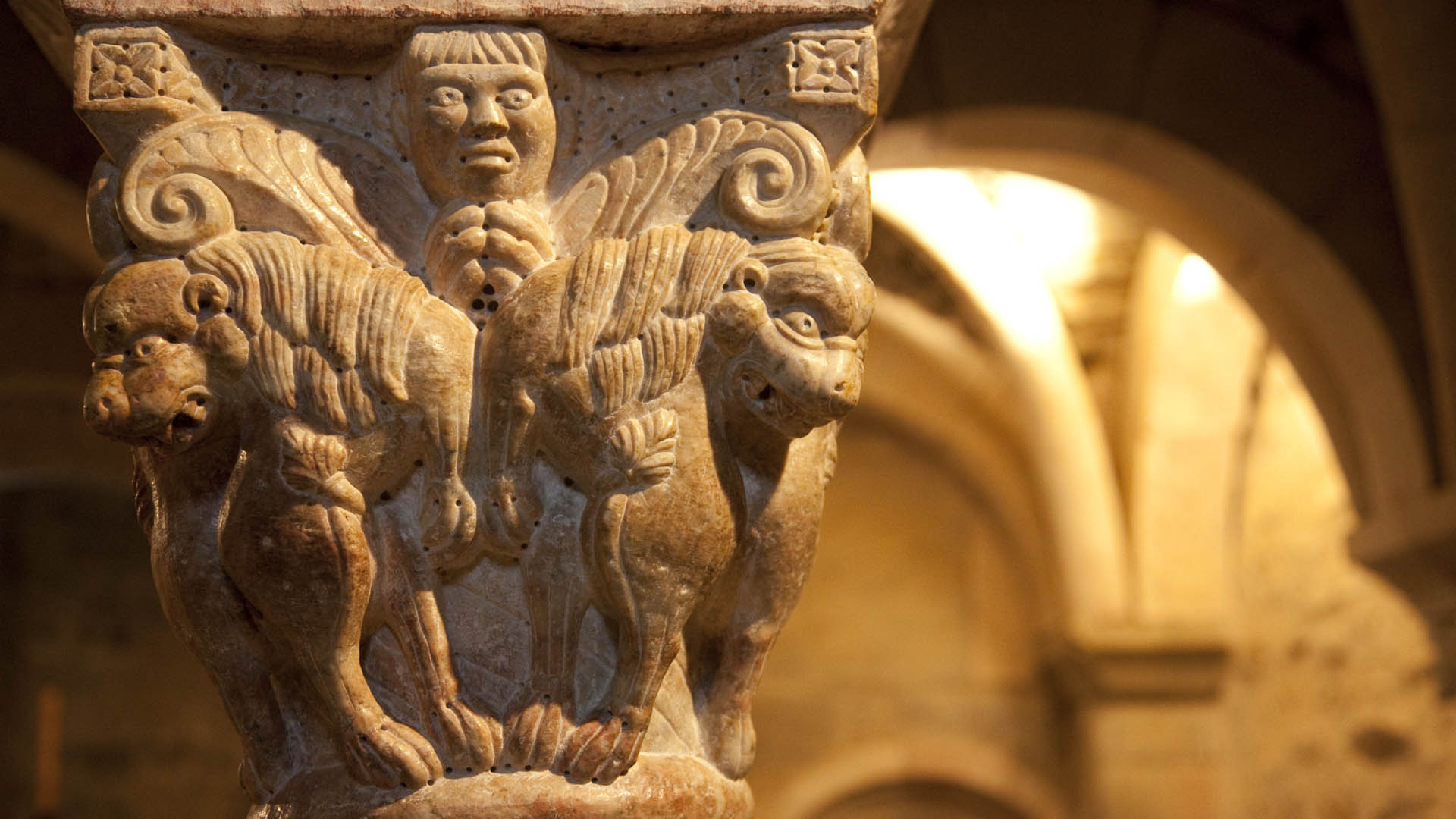
Резные капители колонн (подиум нефа)
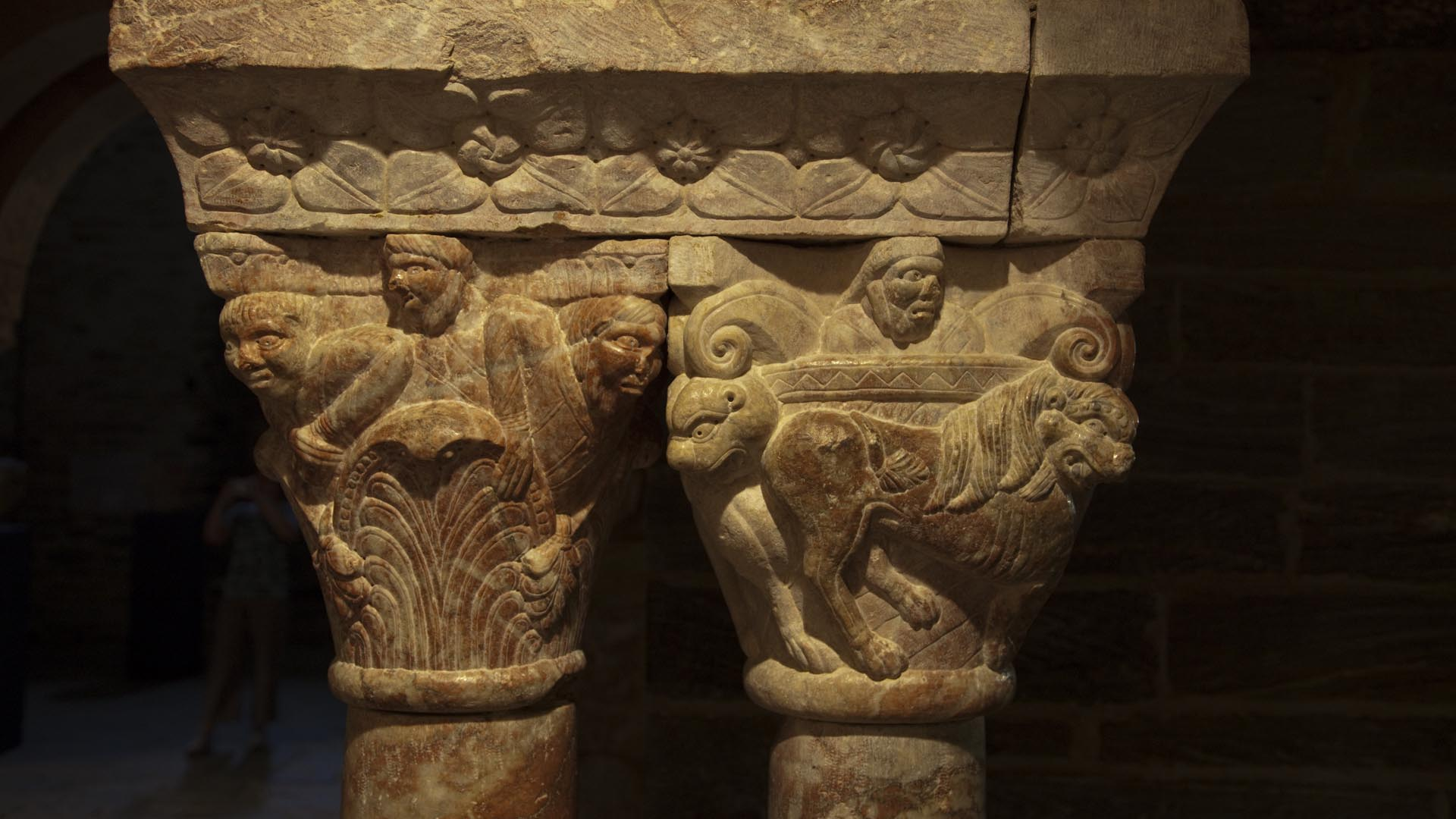
Резные капители колонн (подиум нефа)
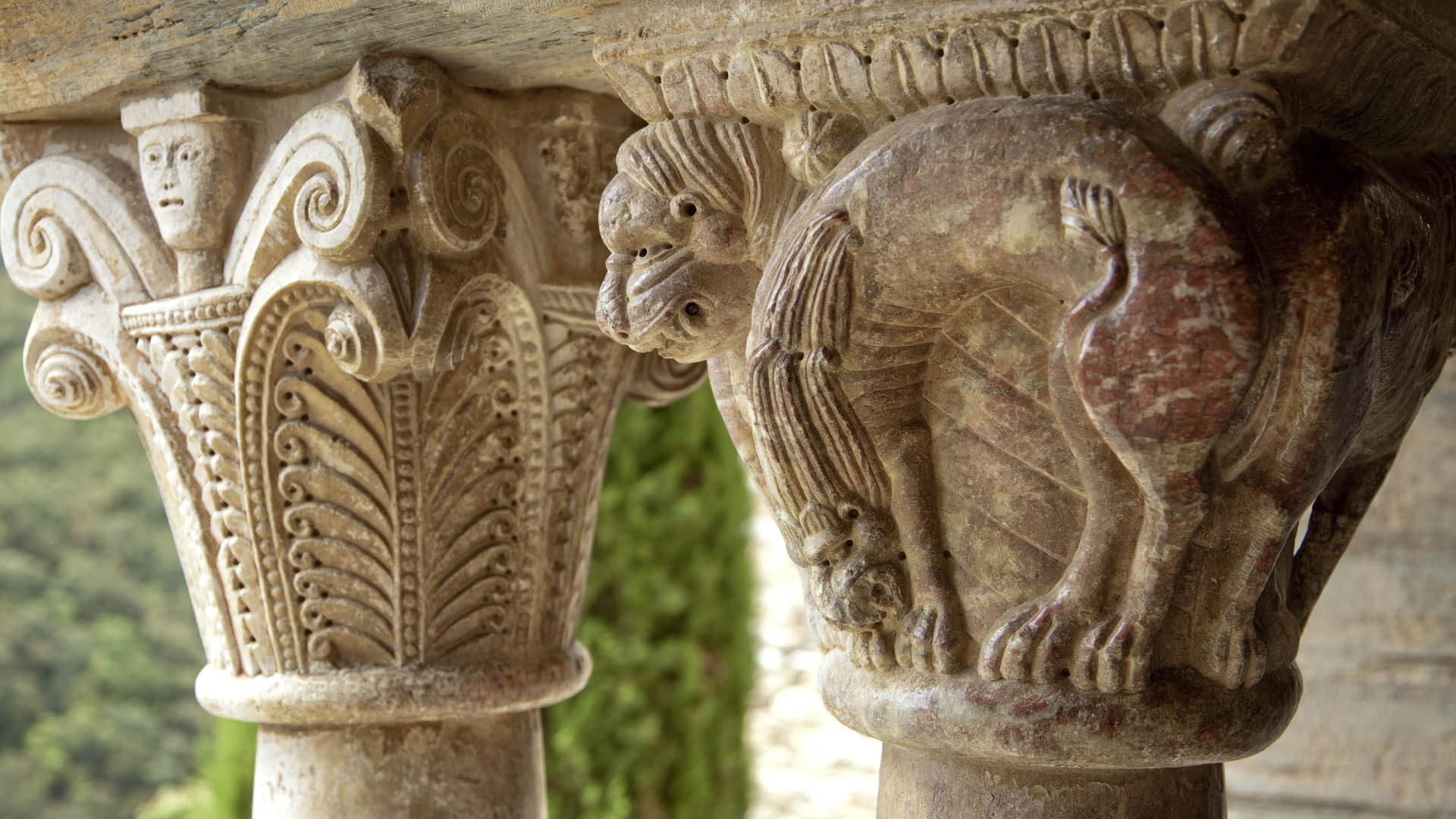
Резные капители колонн (галерея обители)
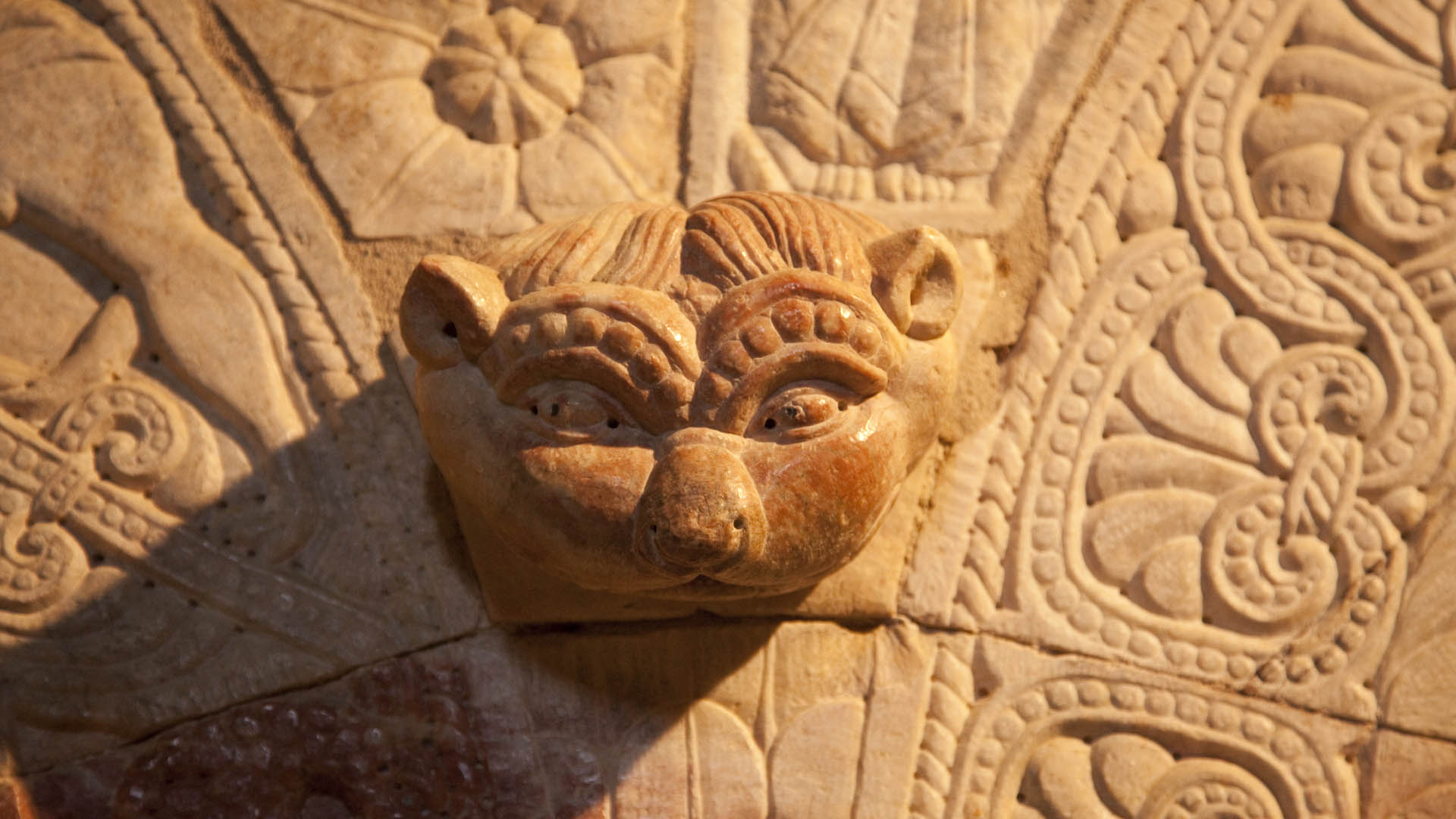
Лев (подиум нефа)
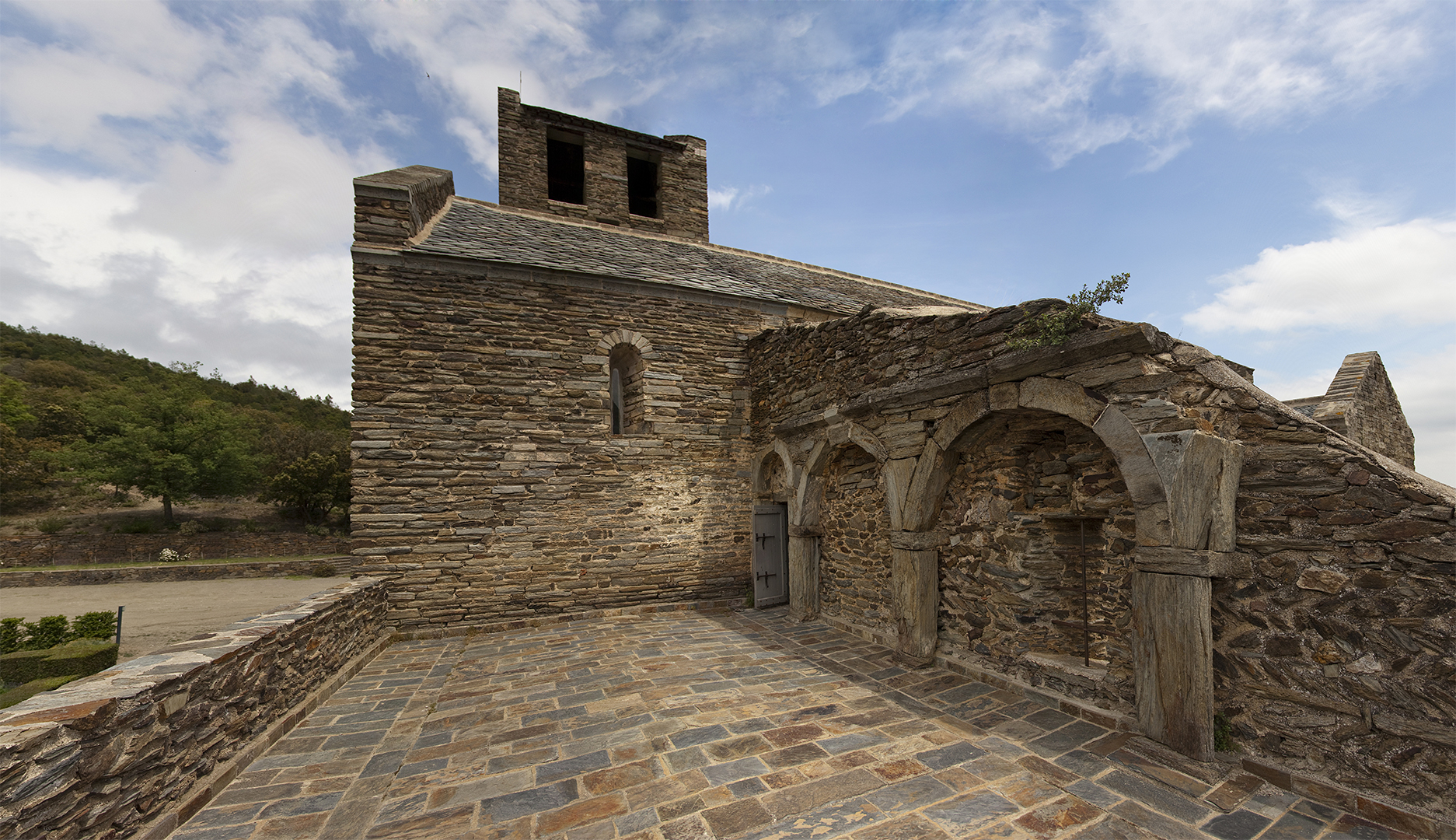
Вид с крыши главной комнаты общины
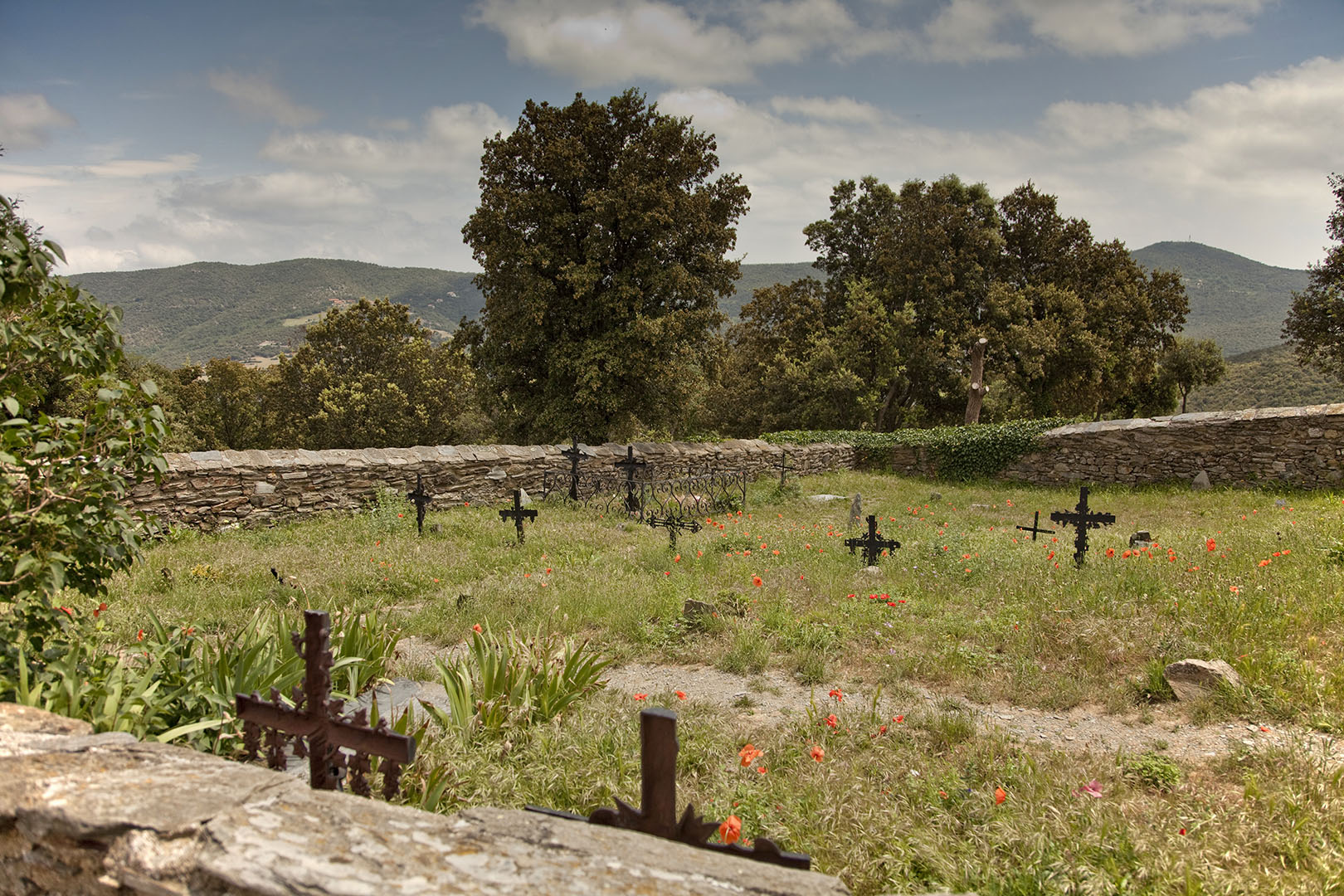
Кладбище монастыря
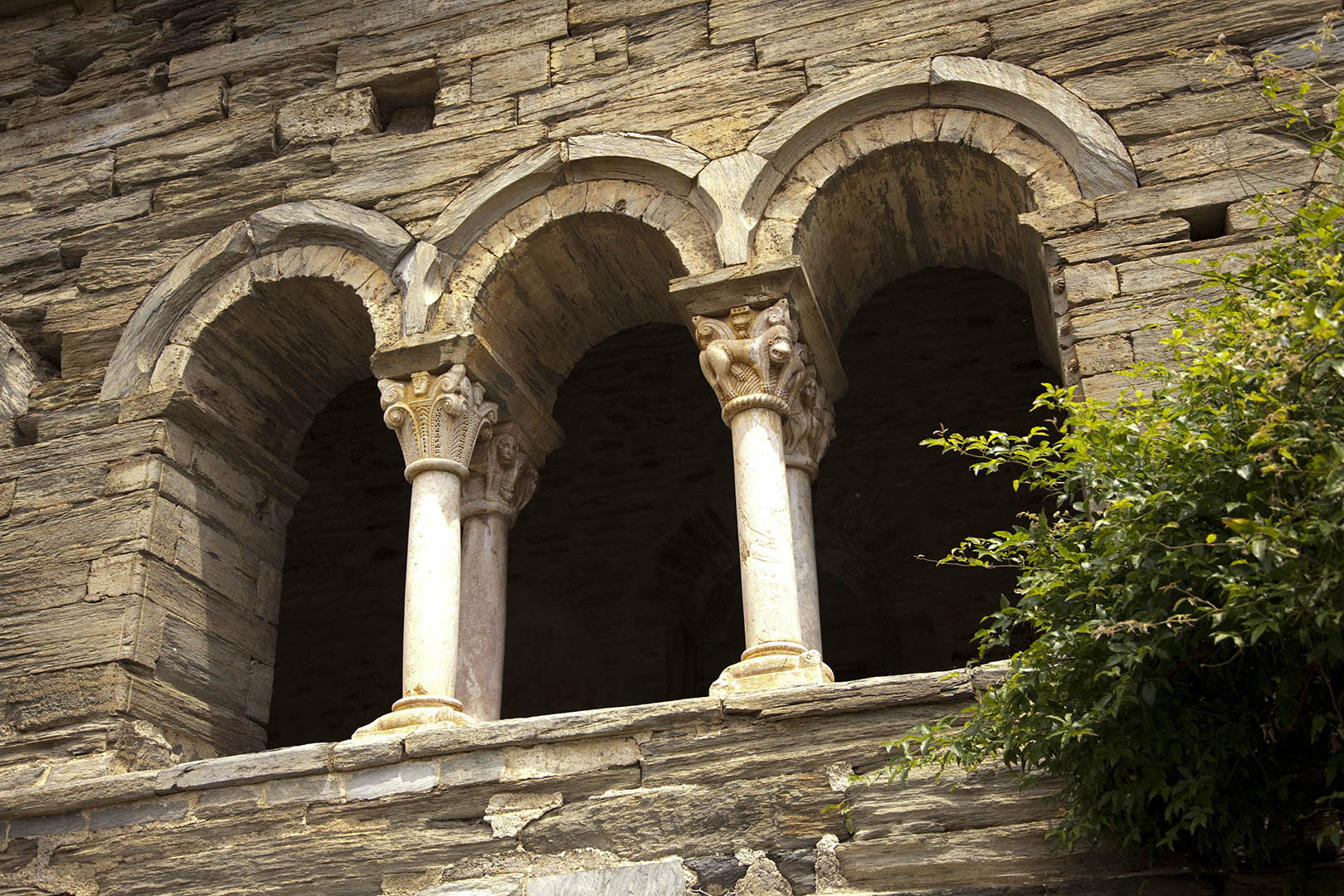
Тройные арочные окна галереи
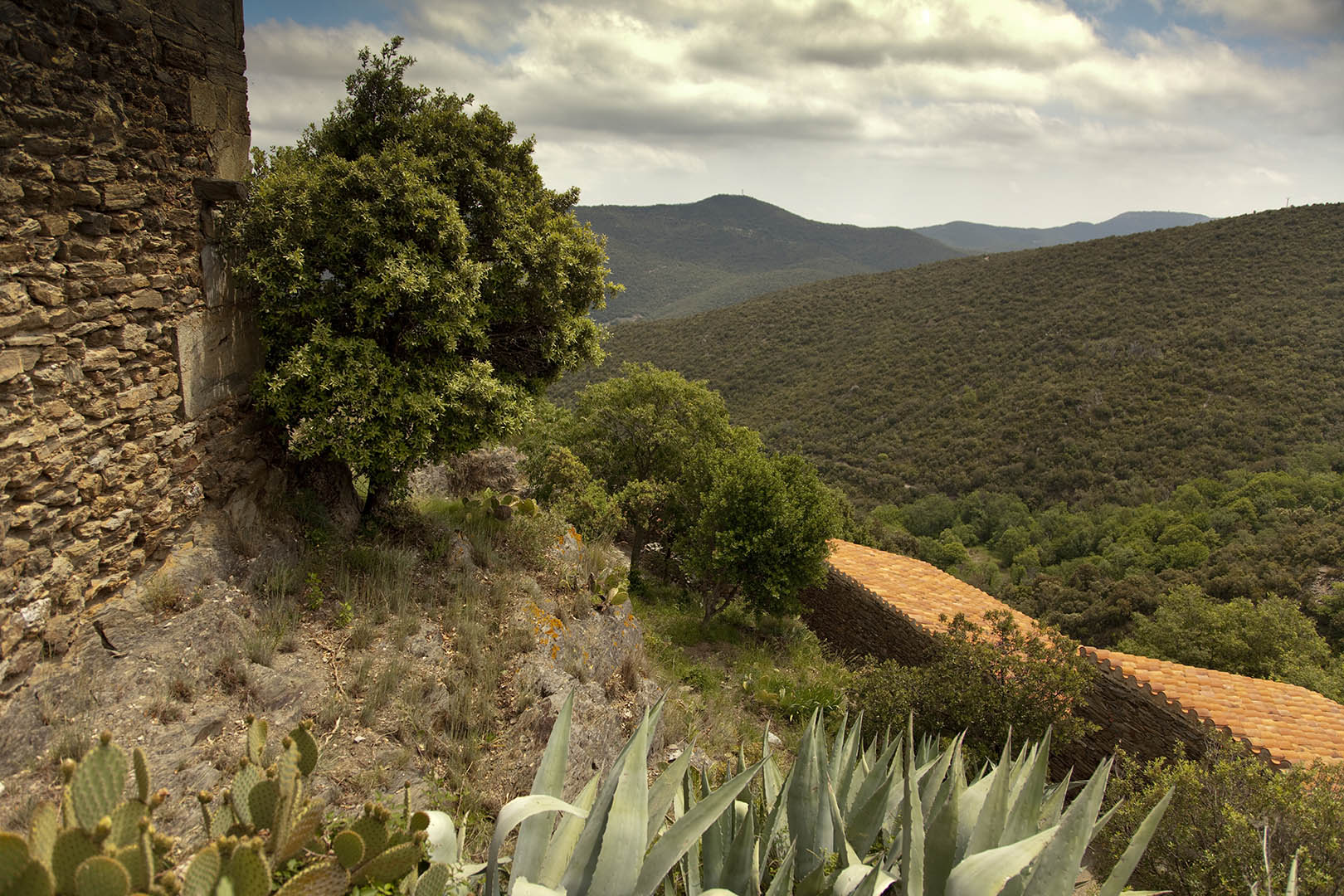
Вид с галереи
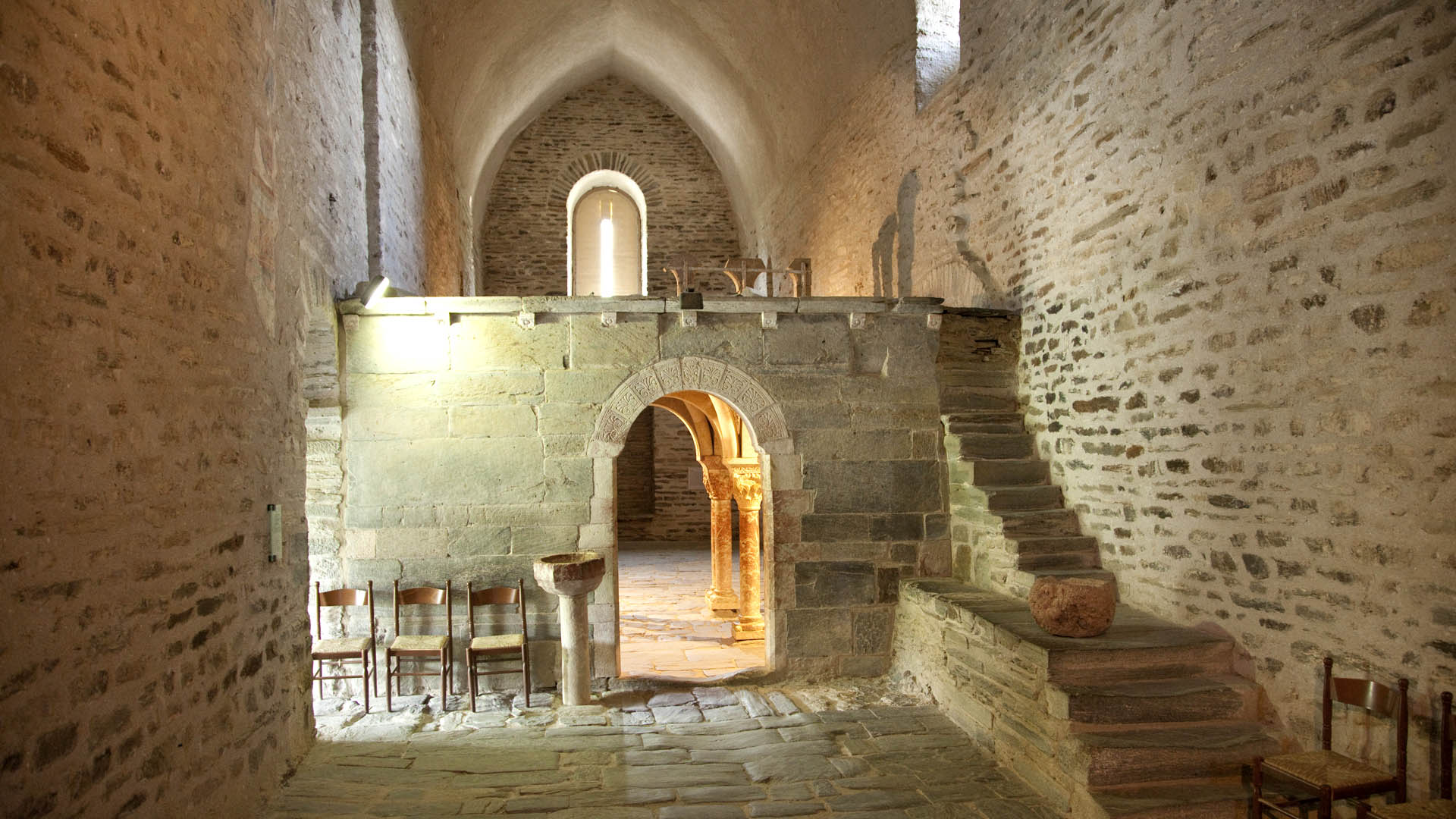
Неф монастыря. По центру виден подиум
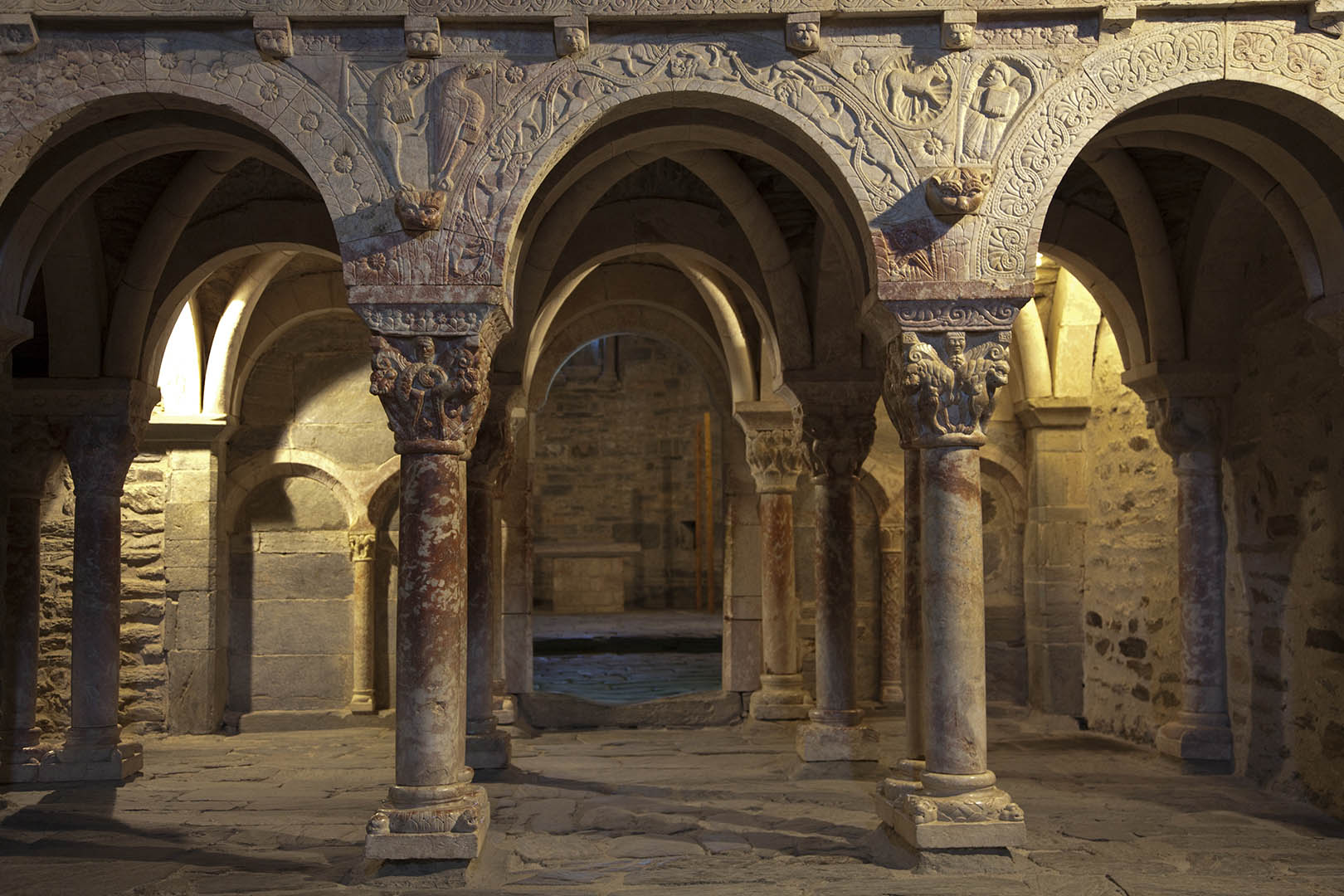
Подиум
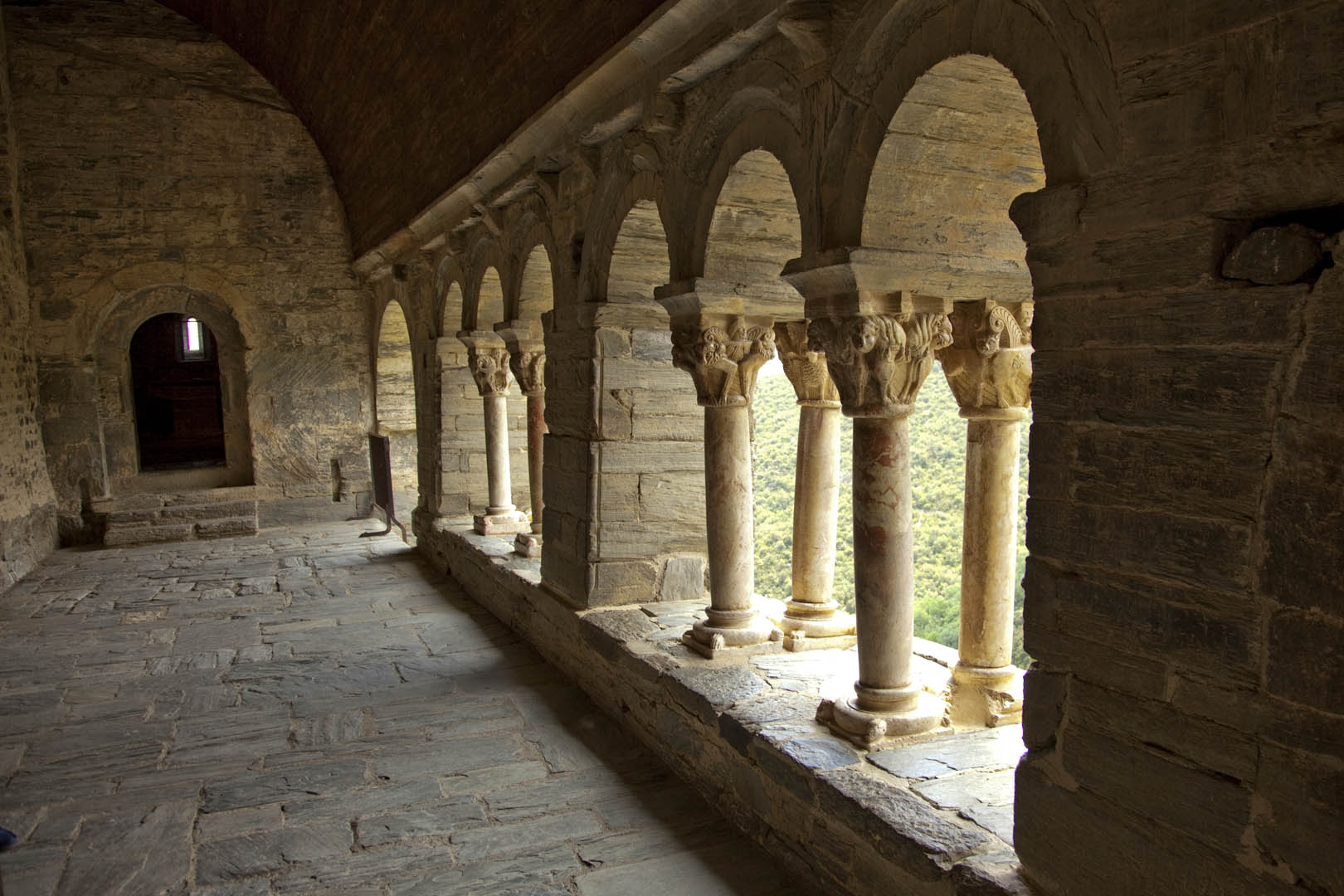
Галерея обители
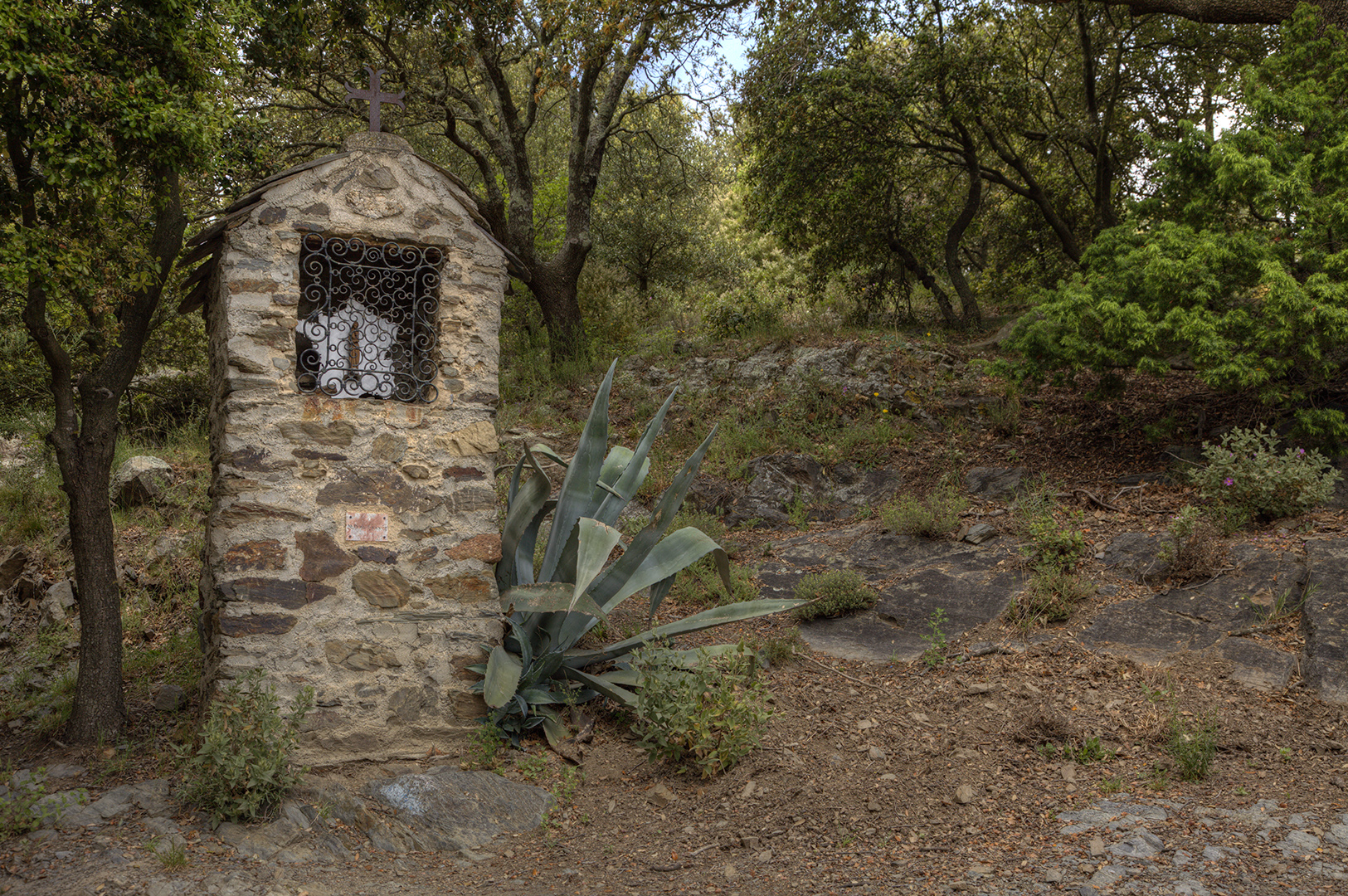
Стела со статуей французской Богоматери. За статуей установлена пластина в форме Франции

## Окрестности
К северной части монастыря прилегает небольшое кладбище, последние захоронения на котором датируются 1945—1948 годами. Неподалёку находится также место, куда на выходные часто выезжают на пикник жители близлежащих городков. Вдоль дороги к монастырю посажены лаванда, розмарин, тимьян, вереск и прочие характерные для региона растения. Хранитель монастыря выращивает на его территории овощи и зелень.